# Nivarox

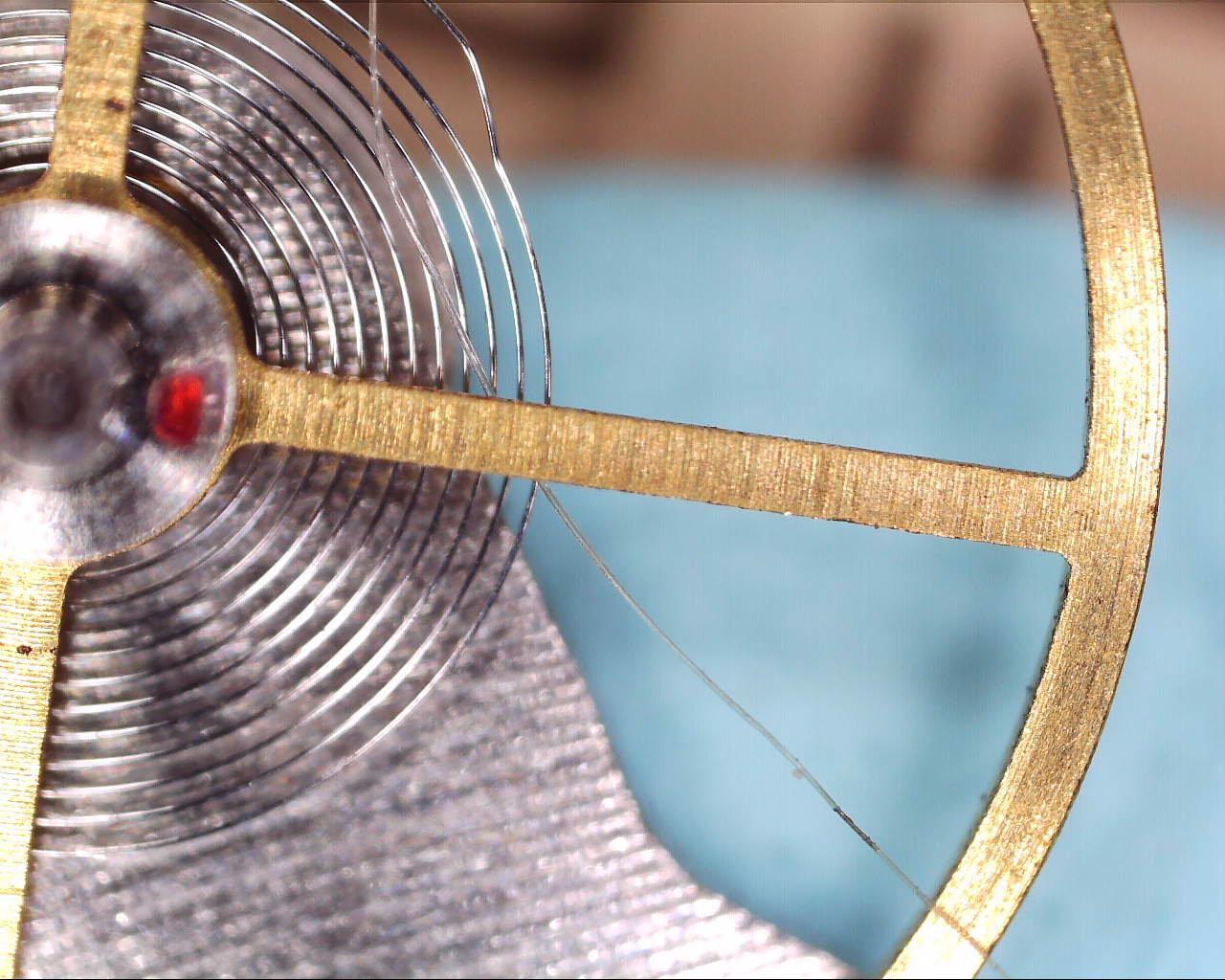
Resorte espiral asociado al mecanismo de escape de un reloj mecánico, fabricado con Nivarox

Nivarox es el nombre comercial de una aleación metálica con alto contenido de cobalto y níquel, que posee un bajo coeficiente de dilatación térmica, por lo que es muy empleada en la fabricación de relojes mecánicos y otros mecanismos de precisión. Es producida por la empresa suiza Nivarox FAR que pertenece actualmente al grupo Swatch.
A veces se confunde esta aleación con otras como el invar o el elinvar, que poseen propiedades, usos y composiciones parecidos.

## Aleación Nivarox
El nombre Nivarox es un acrónimo en alemán para "Nicht Variable Oxydfest" (G.) es decir "ni variable ni oxidable". La aleación Nivarox es una aleación metálica utilizada principalmente en la industria relojera, aunque también en otras industrias de micro-máquinas y en algunos equipos médicos e instrumentos quirúrgicos. Existen diversas variaciones de la aleación Nivarox, dependiendo del uso previsto. Son aleaciones de acero inoxidable cuya composición es de Fe (54% balance), Ni (37%-38%), Cr (8%), Mn (0.8%), Ti (1%), Be (0.8%-0.9%), Si (0.2%), C <(0.1%). Las espirales hechas de esta aleación son resistentes al desgaste, además de prácticamente no ser magnéticas, no sufrir oxidación y poseer un bajo coeficiente de dilatación térmica.
Usando esta aleación en componentes críticos de relojería se reducen los errores debidos a la variación de temperatura. Nivarox, junto con la aleación Elinvar, han convertido en obsoletos los caros sistemas de compensación de los resortes de los volantes asociados a los mecanismos de escape. Los resortes de Nivarox son utilizados por la mayoría de los fabricantes de relojes mecánicos de todo el mundo, y también están presentes en algunos componentes específicos de instrumentos científicos de gran sensibilidad.

## Nivaflex
Nivaflex NM, NO, NE, 45/5 y 45/18 son los nombres de diversas aleaciones utilizadas para los resortes de relojes. Las aleaciones Nivaflex NO, NM, NE, 45/5 y 45/18, pueden considerarse la misma aleación pues poseen composiciones similares (por ejemplo, 45% de cobalto + 21% de níquel + 18% de cromo + 5% de Hierro + 4% de wolframio + 4% de molibdeno + 1% de titanio) salvo la Nivaflex 45/5 que tiene un 0,2% de berilio adicional.

## La empresa Nivarox FAR
Nivarox - FAR SA es una empresa suiza formada tras la fusión en 1984 entre Nivarox SA y Fabriques d'Assortiments Réunis (FAR). Produce resortes y otros componentes de relojería fabricados con la aleación del mismo nombre. 
La historia de Nivarox se remonta a 1933 cuando el Dr. Straumann perfeccionó el proceso de fabricación de espirales en su laboratorio de Waldenburg. FAR fue el nombre elegido en 1932 para representar la entidad formada por varias compañías y subsidiarias ubicadas en Le Locle, Suiza, todas ellas dedicadas a la fabricación de componentes de relojería.